# Никола Хайдуков
Никола Стоилов Хайдуков е български политик, деец на Българския земеделски народен съюз.

## Биография
Роден е в горноджумайското село Лешко. Брат му Янчо Хайдуков е деец на БЗНС и кмет на Горна Джумая. Преследвани от османските власти, семейството емигрира в Свободна България и се установява в Стари дол, Дупнишко. След освобождението на Пиринско в 1912 година, се установяват в Горна Джумая. Става деец на БЗНС и в 1923 година е избран за депутат. Преследван от ВМРО, в 1927 година с помощта на сестра си Катина (1892 - 1940) емигрира в Кралството на сърби, хървати и словенци. Катина Хайдукова е пребита, вследствие на което се парализира.